# 忘れないから
『忘れないから』（わすれないから）は、2002年4月24日にGacktが発表した楽曲、および同曲を収録したシングル。通算11枚目のシングル。

## 概要
- 2002年の第1弾シングル。前作『12月のLove song』から5か月でのリリースとなった。
- この曲で初めて、音楽番組『FUN』に出演した。

## 収録曲
全作詞・作曲：Gackt.C　編曲：chachamaru
1. 忘れないから
「フジカラー デジカメプリントキャンペーン」CMソング。
先述のCMの演奏時に、Gacktがギターを演奏していたが、テレビ出演時やライブではギターを演奏せず、ハンドマイクで演奏されている。
3枚目のアルバム『MOON』にはイントロが追加されたアルバムバージョンが、ベストアルバム『THE SIXTH DAY 〜SINGLE COLLECTION〜』には再録バージョンが、リミックスアルバム『GACKTracks -ULTRA DJ ReMIX-』にはリミックスバージョンが、それぞれ収録されている。なお、シングルバージョンは他のどのアルバムにも収録されておらず、本作のみに収録されている。
Gacktのシングル表題曲で、ライブツアーで本楽曲を演奏する際、シングルバージョンで演奏されていない楽曲となっている[1]。
2. Doomsday
Gackt自身も出演した「たかの友梨ビューティークリニック」CMソング。
2006年10月16日放送のHEY!HEY!HEY! MUSIC CHAMPで、この曲をテレビで初披露した。
ベストアルバム『BEST OF THE BEST vol.1 -WILD-』には、キーを1つ下げボーカル全体のリテイクがなされた再録バージョンが収録されている。
アルバムツアー以降は、全く演奏されていなかったが、2013年に行われたライブツアー『GACKT LIVE TOUR 2013 BEST OF THE BEST vol.1 M / W』で、久し振りに演奏された。
3. 忘れないから(Instrumental)

## 楽曲の収録アルバム
- MOON (#1,アルバムバージョン、#2)
- THE SIXTH DAY 〜SINGLE COLLECTION〜 (#1、再録バージョン)
- BEST OF THE BEST vol.1 -WILD- (#2、再録バージョン)
- GACKTracks -ULTRA DJ ReMIX- (#1、リミックスバージョン)